# Las apariencias engañan (película de 1983)
Las apariencias engañan es una película mexicana de 1983 dirigida por  Jaime Humberto Hermosillo y protagonizada por Gonzalo Vega, Isela Vega y Manuel Ojeda.

## Sinopsis
Rogelio (Gonzalo Vega), un actor de segunda que comienza su carrera, es localizado en la Ciudad de México por Sergio (Manuel Ojeda). Sergio contrata sus servicios de actor para viajar a Aguascalientes y hacerse pasar por Adrián, el desaparecido hijo de Don Alberto (Ignacio Retes), un anciano casi parapléjico que vive postrado en una silla de ruedas.
Don Alberto es cuidado por Adriana (Isela Vega), una sobrina lejana que un día apareció repentinamente en su casa. Sergio y Adriana son novios y tiene planes de casarse y realizar un largo viaje de luna de miel. Para ello contratan a Rogelio, pues necesitan que haga compañía a Don Alberto en su ausencia y además le proporcione una gran felicidad. Y es que, según lo relatado por Sergio, Adrián desapareció de la vida de su padre siendo apenas un adolescente. Sergio y Adriana han sobrellevado la situación con una serie de mentiras a Don Alberto, incluyendo un viaje a España, donde también contrataron a un actor para supliantar a Adrián.
Rogelio acepta el trabajo, pues tiene severas necesidades económicas, además de un lío legal al haber arrollado a un hombre que se debate entre la vida y la muerte.
Al llegar a Aguascalientes, Sergio y Adriana reciben a Rogelio y le dan los últimos detalles para realizar la suplantación. Un inconveniente para el plan es la presencia en la casa de Don Alberto de Yolanda (Margarita Isabel), otra sobrina entrometida que llegó de Monterrey a pasar una temporada con su tío. Yolanda sospecha de Adriana, a quién no recuerda, y complementa a Rogelio la historia que brevemente le contó Sergio: Don Alberto siempre sospechó sobre la sexualidad de Adrián.
En los días previos a que Sergio y Adriana se casen y partan de viaje, Rogelio comienza a relacionarse muy estrechamente con ellos, apoyando a Adriana en las empresas de Don Alberto que ella maneja con gran éxito. Pero poco a poco, Rogelio comienza a sentir una fuerte atracción hacia Adriana. Esta atracción es recíproca, pero Adriana lo disimula, en parte por fidelidad a Sergio, y en parte también por un secreto extraño y misterioso que esconde. Sin embargo, un día, Adriana no puede resistirse y visita a Rogelio en su habitación, donde le practica sexo oral.
Lo peor llega cuando Sergio comienza también a manifestar un interés romántico por Rogelio, al que intenta seducir en las duchas de un club deportivo.
Rogelio revela a Adriana lo sucedido con Sergio. Adriana decide romper entonces su compromiso matrimonial con Sergio. El regreso de la prima Yolanda a su natal Monterrey, deja a Adriana y a Rogelio solos con Don Alberto en su casona. Ambos se convierten en amantes, pero Adriana se dedica solo a estimular sexualmente de diversas formas a Rogelio sin tener contacto genital. Adriana se justifica en tener la idea de llegar virgen al matrimonio, y a pesar de las peticiones de Rogelio se niega a seguir teniendo sexo con él a menos de que se casen. Incluso intenta convencer a Rogelio de que parta con Sergio en un viaje que este está a punto de realizar. Y es que Sergio realmente se ha enamorado de Rogelio y está dispuesto a aceptar libremente su homosexualidad. Pero Rogelio lo rechaza.
Adriana pide a Rogelio que regrese a la Ciudad de México, pues las cosas han cambiado y ya no necesita de sus servicios. Pero Rogelio se niega. No solo se ha enamorado de Adriana, sino que también le ha tomado cariño a Don Alberto. Además, su situación legal en la capital del país se ha complicado. Rogelio comienza a actuar de manera cínica en su rol de Adrián para presionar a Adriana.
Una noche, Rogelio visita el salón de belleza de Daniel (Roberto Cobo), peluquero, amigo íntimo y confidente de Adriana. Allí Rogelio le revela a Daniel saber el secreto de Adriana: Adriana y Adrían son la misma persona. Adrián desde niño se mostró muy femenino. Al morir su madre cuando él era adolescente, desapareció misteriosamente. Todos creyeron que había partido a radicar y estudiar en el extranjero. pero al poco tiempo apareció Adriana, una prima lejana a la que nadie recuerda. La condición parapléjica de Don Alberto le hizo, aparentemente, caer en el engaño.
Rogelio insiste en ver a Adriana, a quién ha visto entrar en el salón de belleza de Daniel. Rogelio descubre un apartamento secreto debajo del salón y para su sorpresa se encuentra con Adriana. Esta se desnuda ante él revelando su secreto: es una mujer transgénero. Ella es en realidad Adrián, y aunque ha tomado una identidad femenina, aún conserva sus órganos sexuales masculinos. Adriana acepta tener sexo con Rogelio, quien acepta la situación, e incluso toma el rol pasivo durante el encuentro sexual.
La cinta termina con Adriana y Rogelio casándose y partiendo a su luna de miel.

## Reparto
- Isela Vega ... Adriana (Adrián)
- Gonzalo Vega ... Rogelio
- Manuel Ojeda ... Sergio
- Ignacio Retes ... Don Alberto
- Margarita Isabel ... Yolanda
- Roberto Cobo ... Daniel
- Salvador Pineda ... Salvador
- Emma Roldán ... Anciana del asilo
- Arturo Beristáin ... Amigo de Adrián
- Tina Romero ... Actriz
- Gabriel Retes ... Actor
- La Xóchitl ... Ella misma

## Comentarios
La película fue filmada en 1978, pero debido a su contenido, fuerte y explícito para la época fue censurada y no pudo estrenarse hasta 1983. Es la primera cinta mexicana donde se aborda abiertamente el tema de la transexualidad.